# Стелла Максвелл
Стелла Мейнз Максвелл (англ.  Stella Maynes Maxwell; рід. 15 травня 1990, Брюссель) — новозеландська і  британська топ-модель ірландського походження..

## Біографія
Народилася в 1990 році в Бельгії, в сім'ї північноірландських дипломатів. В 13 років, після нового відрядження батьків, переїхала в Австралію, а ще через рік в Нову Зеландію. У Веллінгтоні, після закінчення коледжу, вступила в Університет Отаго, під час навчання в якому була запрошена на кастинг, після якого почала кар'єру моделі.

### Особисте життя
Влітку 2015 року зустрічалася з американською співачкою та акторкою Майлі Сайрус.
З кінця 2016 до 2018 року зустрічалась з акторкою Крістен Стюарт.

## Кар'єра
У різний час брала участь в показах: Jeremy Scott, Marc Jacobs, Victoria's Secret, Chanel, Versace, Moschino, Fendi, Tommy Hilfiger, Balmain, Chloe, Charles Anastase, Fashion East, Luella, Mara Hoffman, Osman Yousefzada, Luella, Todd Lynn, Vivienne Westwood, Limi Feu, Cacharel, Giambattista Valli, Ingrid Vlasov, Issey Miyake, Limi Feu, Moncler Gamme Rouge, Talbot Runhof, Tsumori Chisato, Commuun та інші.
Часто з'являється на обкладинках модних журналів, серед яких: Elle, Elle Italia, Elle UK, Glamour, Interview,Wmagazine, Madame Figaro, Mixte, Numéro, Purple, The Last Magazine, Vogue, Vogue Espana, Vogue Italia, Vogue Japan і Vogue UK.
У 2014 і 2015 роках була запрошена на підсумковий показ компанії Victoria's Secret. З 2015 року є «ангелом» Victoria's Secret.
З 2016 року Стелла Максвелл є обличчям косметичного бренду Maxfactor.